# 가상 프린터
가상 프린터는 소프트웨어적인 가상의 프린터 하드웨어 장치, 즉 에뮬레이터이다. 실제프린터를 통해 출력물을 종이로 인쇄하는 것이 아닌  PDF 파일이나 TIFF 등 컴퓨터 파일로 출력하는 가상의 PDF 프린터도 여기에 포함된다.
이러한 경우 PDF 프린터 프로그램(소프트웨어)을  PDF 프린터 드라이버라고 하는 경우도 있다.
가상 프린터도 프린터의 일종이므로  컴퓨터는 실물의 프린터 장치로서 인식하고 똑같이 취급한다. 따라서 프린터 장치 목록에서 확인할 수 있다.
대표적인 가상프린터 결과물인 PDF 파일은 어도비 시스템즈가 1993년 파일뷰어로 어도비 리더 프로그램을 무료로 배포한 이래로  전자문서로서 파일 인쇄물의 파일 형식으로서 사실상 표준이 되었다.
PDF 프린터 사용 시 파일 문서의 확장자는 .pdf이므로 인쇄 파일도 .pdf로 된다.

## 효율성
전자 문서로서 출력물이므로 이메일이나 USB 메모리 등을 통해 전자적으로 문서 이동 및 전달이 가능하다. 서명 기능에 의해 안전성이 보장되고, 코멘트 기능에 의해 서로 의견을 주고 받을 수 있는 SNS 기능이 있다. 일반적인 프린터처럼 사용하며, 웹 브라우저의 내용물을 이메일등을 통해 송부할 때 출력 프린터로서 유용하다.

## 환경 및 안정성
종이를 사용하지 않으므로 에너지 절약의 한 방법으로 여겨진다. 또한 PDF의  개발목적에 따라 이미 컴퓨터의 환경이나 네트워크의 환경에 구애받지 않고 사용할 수 있게 보안성과 호환성이 자체적으로 갖추어져 있다.

## PDF 프린터
- PDFCreator – 윈도우용 GPL PDF 프린터 드라이버(무료 및 안전한 공개 소스) , 단 설치시 번들 기능(무언가 다른 걸 같이 설치하려는 시도)이 있으므로 주의해서 해제할 것
- 큐트pdf-무료 버전, 설치시 번들 기능이 있으므로 주의해서 해제할 것
- doPDF- 프리웨어 가상 프린터 드라이버,설치시 번들기능이 있으므로 주의해서 해제할것
- Go2PDF – 프리웨어 가상 프린터 드라이버, 설치시 번들 기능 주의
- 크롬 브라우저는 PDF출력을 지원한다.
- 위키백과는 2015년 1월 이후로  위키백과 페이지 PDF 출력을 지원하고 있다.

## 같이 보기
- 전자 문서
- ISO 규격의 전자문서